# Rádio Clube (Ponta Grossa)
Rádio Clube Pontagrossense (também chamada de Clube FM ou informalmente PR-J2) é uma emissora de rádio sediada em Ponta Grossa, cidade do estado do Paraná. Opera em FM 94.1 mHz, e é afiliada da Rádio Bandeirantes. É a rádio mais antiga em atividade no Paraná.
Está localizada na rua XV de novembro no centro da cidade, aonde no passado concentrava-se as sedes de emissoras de rádio em Ponta Grossa, enquanto a operação situa-se no bairro da Boa Vista, na fazenda do político Plauto Miró.
Pela moção de aplauso n.° 297/17, o vereador Ricardo Zampieri (SD) pela migração do AM-FM devido a maior qualidade de sinal e prestação de serviços na cidade.

## História

### Fundação

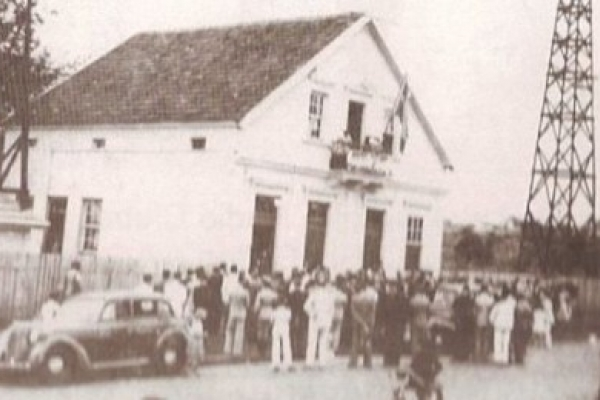
Primeiro endereço da Rádio Clube Pontagrossense, a multidão de pessoas deve-se a inauguração da emissora, ao lado vê-se parte da antiga torre que era vizinha dos estúdios

A outorga da rádio saiu em 11 de julho de 1934 como sociedade anônima, um pouco mais de 5 anos depois a emissora foi fundada pelos empresários Abílio Holzmann e Manoel Machuca (o primeiro a usar o microfone) em 21 de janeiro de 1940 juntamente com o ex-governador Manuel Ribas, o Maneco Falcão. É a rádio mais antiga do interior do Paraná e a segunda mais antiga do estado. Na verdade a emissora tinha conseguido a autorização para operar em 15 de setembro de 1939, mas oficialmente iniciou suas operações um ano após. Na estreia operava com 250 W em 1 250 kHz OM (naquela época dizia-se que estava em 240 metros) com o primeiro estúdio na Rua Ernesto Vilela, 96; a torre de transmissão ficava ao lado. O seu prefixo era PRJ2, por isto até hoje também é denominada assim. Posteriormente foi surgindo outras rádios formando a Rede Paranaense de Emissoras, com estações no Paraná e Santa Catarina (Paranaguá, Curitiba, Rio Negro, Canoinhas, Lapa, Irati e Londrina), atualmente se encontra extinta. Holzmann além de estar na direção, iria acompanhar a equipe jornalística e esportiva. A Rádio Clube acabou propiciando a criação de outras estações de rádio no Paraná.

### Retrospectiva da programação
Valentim Coelho foi a primeira voz contratada. Sem outros meios de comunicação além dos jornais e a inexistência de estações concorrentes, o Jornal Falado tinha uma boa audiência, muitas pessoas paravam para ouvir as notícias da cidade. Os programas que marcaram foram: Comadre Daisy, Gentilezas, programas sertanejos, de radionovelas (autores como João Mussolon e Aracy Paranaviana se tornam conhecidos por suas radiosnovelas), de apresentações teatrais e de auditório - Baú de Surpresas por exemplo no comando de por Luiz Frederico Daitschmann, assim como a cobertura do esporte. Havia retransmissões do conteúdo da Rádio Nacional. A programação, portanto, abrangia vários segmentos do público. No total havia 40 profissionais incluindo quem não colaborava no estúdio, porém desconsiderando a participação de médicos, advogados e cidadãos que davam sua voz.
Para Rogério Serman, ex-diretor da emissora (recordando os "anos dourados do rádio"):
A Rádio Clube Ponta-grossense PRJ-2 foi a primeira emissora fundada no interior do estado do Paraná ... em 21 de janeiro de 1940. [A Rádio] tem uma tradição enorme, é a emissora que trouxe dezenas de artistas famosos... O nosso palco-auditório já recebeu Ângela Maria, Carlos Galhardo, Orlando Silva, enfim a fase áurea do rádio, aqueles grandes artistas da época da Rádio Nacional do Rio de Janeiro. Todos eles desfilaram também aqui pelos microfones da Rádio Clube Ponta-grossense.

#### Entretenimento
O programa da Comadre Daisy era voltado para dona de casa, o programa realizava serviços para a comunidade como ervas que podem ser utilizadas como medicamento natural, conselhos e até mesmo a realização de matrimônios. Informava sobre crianças desaparecidas e pessoas que não tinham condições para voltar para O programa Gentilezas Caipiras substituto do informativo Gentilezas também representava o papel de serviço de utilidade pública, especialmente na década de 1960, sem muitos outros meios e o caráter local da radiodifusão. Foi fundado em 1956 e idealizado pela Daisy Durski (''Comadre Daisy''). Em 1964 mediante ao um concurso foi escolhido uma auxiliar, a Comadre Maria, ela conta que foi a selecionada devida a forma diferente a ler os anúncios publicitários. Ainda destaca o papel social do rádio, na época que não existia telefone ou celular. Era a única forma de alguém de uma cidade vizinha se comunicar com uma pessoa conhecida. Houve uma ocasião em que um bebê foi deixado na porta da emissora. Muitas cartas foram recebidas de ouvintes, consequência do envolvimento com o público. As grandes rádios nacionais no período eram mais voltadas a política central do Brasil. O dialeto caipira teve que deixar de ser utilizada em 1971, por meio do Mobral que reivindicava o uso mais formal da língua portuguesa. Depois de 30 anos, o programa perdeu um pouco de sua influência. Sendo o rádio até então um meio de difusão para as massas, do ponto de vista sociológico as "Comadres" serviram como formadoras de opinião aonde as mesmas serviam como referencial para os ouvintes, sem outros mediadores influentes.
Devido a importância da atração, a locutora que deu origem ao programa recebeu o o título de cidadã pontagrossense em 1983 (ela era natural de Prudentópolis), ano que deixou a PRJ2, nove anos mais tarde acabou falecendo. A Comadre Maria que deu continuidade ao programa depois da morte de Daisy acabou falecendo em 7 de junho de 2017.

#### Últimas décadas

Logotipo ultizado até agosto de 2017, quando deixou de operar em AM 1080 kHz.

Em 1982, Machuca e Holzmann vendem a emissora  para um grupo político. O Grupo Holzmann ficou com a Rádio Central (hoje Massa FM). Alguns funcionários permaneceram durante este período de transição.
No século XXI, alguns dos profissionais que chegaram, voltaram ou continuaram a trabalhar na rádio são: Fernando Cesar Ribeiro, estando trabalhando desde a década de 1980 (foi apresentador do programa Parada Passada que recorda os sucessos da Jovem Guarda), Nei Costa (apresentou As Mais Mais, conforme sua bagagem cultural faz leitura de reflexões, traduções musicais, manchetes de jornais e músicas), e Edson Dias (parte técnica e gravação, pela qual chegou a trabalhar com discos de acetato e fitas que fora substituído por mini discos).
Como parte do processo migratório que acometeu diversas rádios brasileiras da faixa AM, em 17 de agosto de 2017 passa a transmitir através da frequêncial atual, os FM 94,1 mHz e contando com RDS ativo, substituindo os 1080 kHz que permaneceu no ar por vários anos.
Em 19 de abril de 2018 falece Rogério Serman que apresentava um programa líder de audiência no horário da manhã, o locutor também já foi vice-prefeito e diretor de programação da rádio. Pelo projeto de lei (PL) 213/2018 o vereador Sebastião Mainardes (DEM) propõe homenagear o ex-político e radialista dando o seu nome ao Lago de Olarias.

## Programas
Normalmente durante o dia a programação gerada é local, no entanto algumas mudanças podem ocorrer, principalmente aos finais de semana, por vezes a antecedência da programação noturna de sábado, alterando a grade. Na madrugada era retransmitido a Rádio Bandeirantes encerrado em 2019, atualmente apenas transmissões esportivas, em alguns momento saindo do software de automação a vinheta da Rádio Clube automaticamente. Durante a migração e anteriormente retransmitia o sinal da RB por mais tempo.